# العصر الذهبي الدنماركي
يغطي العصر الذهبي الدنماركي (بالدنماركية: Den danske guldalder)‏ فترة من الإنتاج الإبداعي الاستثنائي في الدنمارك، خاصة خلال النصف الأول من القرن التاسع عشر. على الرغم من أن كوبنهاغن عانت من الحرائق والقصف والإفلاس الوطني، إلا أن الفنون قد عاشت فترة جديدة من الإبداع حفزتها الرومانسية من ألمانيا. من المحتمل أن تكون هذه الفترة مرتبطة بشكل شائع بالعصر الذهبي للرسم الدنماركي من عام 1800 إلى حوالي عام 1850 والذي يشمل أعمال كريستوفر فيلهلم إكرسبيرج وطلابه، بما في ذلك فيلهلم بيندز وكريستين كوبكي ومارتينوس روربي وكونستانتين هانسن وويلهيلم مارستراند. بالإضافة إلى النحات برتيل ثورفالدن.
شهد العصر الذهبي الدنماركي تطورًا للهندسة المعمارية الدنماركية في النمط الكلاسيكي الحديث. اكتسبت مدينة كوبنهاغن، على وجه الخصوص، شكلًا جديدًا، بمباني صممها كل من كريستيان فريدريك هانسن ومايكل جوتليب بيندسبول.
فيما يتعلق بالموسيقى، يغطي العصر الذهبي شخصيات مستوحاة من القومية الرومانية الدنماركية بما في ذلك ج. ب. هارتمان، هانز كريستيان لومبي، نيلز غاي وأستاذ الباليه أوغست بورنفيل. تركز الأدب على التفكير الرومانسي، الذي قدمه في عام 1802 الفيلسوف النرويجي الألماني هنريك ستيفنز. كان المساهمون الرئيسيون هم آدم أولينشلاغر، وبرنارد سيفرين إنجمان، إن. ف. جروندتفيغ، وأخيرًا وليس آخرًا هانز كريستيان أندرسن نصير الحكايات الخيالية الحديثة. عزز سورين كيركجارد الفلسفة بينما حقق هانز كريستيان أورستد تقدمًا أساسيًا في العلوم. وهكذا، كان للعصر الذهبي تأثير عميق ليس فقط على الحياة في الدنمارك ولكن مع مرور الوقت على الساحة الدولية أيضًا.

## الخلفية والسياق
يمكن تتبع أصول العصر الذهبي إلى بداية القرن التاسع عشر، والتي كانت فترة عصيبة للغاية بالنسبة للدنمارك. شهدت كوبنهاجن، مركز الحياة الفكرية في البلاد، حرائق ضخمة لأول مرة في عامي 1794 و1795 والتي دمرت كل من قصر كريستيانزبورج ومساحات واسعة من المدينة الداخلية. في عام 1801، نتيجة لتورط الدولة في عصبة الحياد المسلح، ألحق الأسطول البريطاني أضرارًا جسيمة بالمدينة خلال معركة كوبنهاغن. في عام 1807، بسبب شائعات بأن الفرنسيين قد يجبرون الدنمارك على إغلاق بحر البلطيق أمام شحناتهم، قصف البريطانيون كوبنهاغن مرة أخرى، هذه المرة استُهدفت المدينة وسكانها المدنيين على وجه التحديد. في عام 1813، ونتيجة لعجز البلاد عن دعم تكاليف الحرب، أعلنت الدنمارك إفلاس الدولة. وما زاد الطين بلة، لم تعد النرويج جزءًا من المجال الدنماركي عندما سلمت إلى السويد في العام التالي.
وفر دمار كوبنهاغن، مع ذلك، فرصًا جديدة. وسع المعماريون والمخططون الشوارع، إذ أنشأوا مبانٍ كلاسيكية مصممة بشكل جميل توفر مظهرًا أكثر إشراقًا وحميمية. في ذلك الوقت، مع عدد سكان يبغ مئة ألف فقط، كانت المدينة لا تزال صغيرةً جدًا، وبُنيت داخل حدود الأسوار القديمة. نتيجةً لذلك، التقت شخصيات بارزة بشكل متكرر، وتبادلوا الأفكار وجمعوا بين الفنون والعلوم. ربما كان هنريك ستيفنز أكثر المؤيدين للفكرة الرومانسية فعاليةً. في سلسلة من المحاضرات في كوبنهاغن، نقل بنجاح الأفكار خلف الرومانسية الألمانية إلى الدنماركيين. سارع المفكرون المؤثرون، مثل أولينشلاغر وجروندتفيغ، إلى تبني وجهات نظره. لم يمض وقت طويل قبل أن يشارك الدنماركيون من جميع فروع الفنون والعلوم في عصر جديد من القومية الرومانسية، والمعروف لاحقًا باسم العصر الذهبي الدنماركي.
في مجال الرسم، أصبح التغيير واضحًا. بينما كان الفن يدعم سابقًا الملكية والمؤسسة، أدرك كريستوفر فيلهلم إكرسبيرج وطلابه أنه مع وصول التصنيع، أصبحت الطبقات الوسطى تزداد قوةً وتأثيرًا. مهد الفن التاريخي الكبير الطريق إلى لوحات فنية ذات مناظر طبيعية جذابة دون مزايدة.
يُعتقد أن العصر الذهبي استمر حتى عام 1850 تقريبًا. في ذلك الوقت، عانت الثقافة الدنماركية من اندلاع حرب شليسفيغ الأولى (1848-1851). إضافةً إلى ذلك، فإن الإصلاحات السياسية التي شملت نهاية الملكية المطلقة في عام 1848 واعتماد الدستور الدنماركي في العام التالي كانت بمثابة إشارة إلى بداية عهد جديد. أخيرًا، فتح امتداد كوبنهاغن خارج الأسوار القديمة خلال خمسينيات القرن التاسع عشر آفاقًا جديدة للتوسع الحضري.
كان الفيلسوف الدنماركي فالديمار فيديل، عام 1890، أول من استخدم مرة مصطلح العصر الذهبي لوصف هذه الفترة. في عام 1896، رأى المؤلف فيلهلم أندرسن أن العصر الذهبي الذي بدأه هنريك ستيفنز هو أغنى فترة في تاريخ الدنمارك الثقافي.

## الرسم
مع بداية القرن التاسع عشر، ظهر العصر الذهبي للرسم الدنماركي ليشكل نمطًا قوميًا متميزًا لأول مرة منذ العصور الوسطى. استمرت الفترة حتى منتصف القرن. تتميز لوحات هذا العصر بأسلوب رسم مماثل للوحات العصر الذهبي الهولندي، وخاصةً رسمه الطبيعي وتصور الضوء الشمالي الناعم ولكنه يتيح تباينًا قويًا في الألوان. عادةً ما تكون معالجة المشاهد إصدارًا مثاليًا للواقع، ولكنها تبدو كذلك بشكل أكثر وضوحًا، ويبدو أكثر واقعية مما هو عليه الحال بالفعل. تعد المشاهد الداخلية، غالبًا مجموعات صور صغيرة، شائعةً أيضًا، مع معاملة مشابهة للأشياء والأثاث المنزلي المتواضع، وغالبًا ما تكون من دائرة الأصدقاء للفنان. شوهد الفن الدنماركي الصغير خارج البلاد (في الحقيقة بقي معظمه هناك حتى يومنا هذا) على الرغم من أن القائد المدرّب الدنماركي للرسم الرومنسي الألماني كاسبار ديفيد فريدريش كان مهمًا في نشر تأثيره في ألمانيا.
كان كريستوفر ويلهيل إيكيرسبيرج شخصية مهمة جدًا، إذ درس في باريس مع جاك لويس دافيد، وتأثر بشكل أكبر بالمنحوتات الكلاسيكية الجديدة من قبل النحات بيرتيل ثورفالدن. درس إيكرسبيرج في الأكاديمية من عام 1818 إلى عام 1853، وأصبح مديرًا من عام 1827 إلى عام 1828، وكان له تأثير مهم على الجيل التالي، الفترة التي ظهرت فيها اللوحة الطبيعية. درَّس معظم الفنانين البارزين في تلك الفترة، بما في ذلك: فيلهلم بيندز وألبرت كوشلر وكريستين كوبكي وفيلهيلم كهن ويورغن رود وهولجر رود ومارتينوس روربي وكونستانتين هانسن وويلهيلم مارستراند.
يشير استقصاء للرسومات والخطوط التحتية والرسومات الزيتية واللوحات النهائية التي قام بها إكرسبيرج وتلاميذه كريستين كوبكي وكونستانتين هانسن، مستخدمين رؤيتهم الإيطالية كمثال، إلى عدد من الجوانب المهمة التي سلطت الضوء على العملية الإبداعية في رسم العصر الذهبي الدنماركي في النصف الأول من القرن التاسع عشر. الرسومات الأولية -يفضل أن تكون الرسومات التركيبية- التي رُسمت أمام الحافز بُنيت بدقة واستنسخت العديد من التفاصيل. حظيت الهندسة المعمارية بأكبر قدر من الاهتمام من الرسامين، في حين حظيت النباتات والصخور والأحجار وكذلك الأشكال في المناظر الطبيعية بأولوية منخفضة. نُفذ الرسم الذي أجري مباشرةً من النموذج في عدة حالات بهدف نقله إلى اللوحة، والتي غالبًا ما كانت أكبر من الرسم. يمكن تغيير بعض العناصر أثناء العملية، لكن الفنان احتفظ بشكل عام بالخطوط الأصلية بدقة تامة. في بعض الحالات، غُيرت العمارة بوعي وذلك لتعزيز الأشكال وخلق الانسجام في الصورة. وبهذه الطريقة، يمكننا أن نثبت أنه على الرغم من أن الزخارف الإيطالية تبدو واقعية للوهلة الأولى، إلا أنها عُدلت أو حتى تلاعب بها الفنانين.